# Ars Goetia
Ars Goetia er titlen på en magisk grimoire (en bog om påkaldelse af dæmoner og engle) fra renæssancen og kan dateres til 1600-tallet. Bogen er også kendt under navnet Kong Salomos Mindre Nøgle eller Lemegeton. Ars Goetia indeholder en fortegnelse over 72 dæmoner og en detaljeret beskrivelse af hvordan de fremmanes til synlig manifestation. Ars Goetia indskriver sig i traditionen omkring den salomoniske magi der var almindelig i middelalderens og renæssancens magiske litteratur. 
Værkets forfatterskab tilskrives Kong Salomon. Reelt er forfatteren dog ukendt.